# Anarmonicità
L'anarmonicità rappresenta la deviazione di un sistema oscillante rispetto al modello dell'oscillatore armonico, ed è calcolabile facendo ricorso alla teoria perturbativa nel caso di basse anarmonicità o ad altre tecniche numeriche se essa è consistente. Nell'oscillatore anarmonico è possibile osservare multipli della frequenza fondamentale dell'oscillatore {\displaystyle \omega _{A}} che differisce dalla {\displaystyle \omega _{N}} del moto armonico in prima approssimazione proporzionalmente al quadrato della ampiezza di oscillazione A:
{\displaystyle \;\Delta \omega _{A}=\omega _{A}-\omega _{N}}
{\displaystyle \Delta \omega _{A}\propto A^{2}}.
Perciò risulta il manifestarsi di oscillazioni con le frequenze delle armoniche superiori {\displaystyle 2\omega _{A}} e {\displaystyle 3\omega _{A}} ecc., dove {\displaystyle \omega _{A}} è la frequenza fondamentale dell'oscillatore. Inoltre, la frequenza {\displaystyle \omega _{A}} devia dalla frequenza naturale {\displaystyle \omega _{N}}.
In un sistema di oscillatori con modi normali {\displaystyle \omega _{\alpha }}, {\displaystyle \omega _{\beta }}, ... l'anarmonicità si risolve in oscillazioni addizionali con frequenze {\displaystyle \omega _{\alpha }\pm \omega _{\beta }}.
L'anarmonicità modifica anche il profilo della curva di risonanza, portando ad interessanti fenomeni come la risonanza nonlineare e la risonanza superarmonica.

## Principio generale
In generale, l'oscillatore armonico è un sistema dinamico altamente idealizzato che oscilla con una singola frequenza, indipendentemente della quantità di energia cedutagli dall'esterno. Conseguentemente, la frequenza fondamentale dell'oscillatore armonico è indipendente dall'ampiezza delle vibrazioni. In un oscillatore anarmonico accade il contrario: la relazione dinamica tra forza e spostamento non è più lineare ma dipende dall'ampiezza dell'oscillazione, e quindi anche la frequenza può dipendervi. Questi cambiamenti risultano in un accoppiamento parametrico dell'energia ad altre frequenze.

## Esempi fisici
Ci sono molti sistemi nel mondo fisico: a livello meccanico la nonlinearità sorge già nel caso più semplice nel pendolo matematico per angoli crescenti, che tende peraltro a esibire comportamenti caotici; come anche in una molla in snervamento o il cui peso non è rigido. In effetti la nonlinearità sopraggiunge quando l'ampiezza oltrepassa valori-soglia.
Esempi fuori dalla meccanica sono semiconduttori non in equilibrio che posseggono una popolazione calda abbastanza grande e che tendono ad esibire oscillazioni anarmoniche legate alla massa effettive delle cariche, così come plasmi ionosferici. Un atomo la sperimenta uno sdoppiamento tra centro di massa del nucleo atomico e la nube elettronica sotto l'applicazione di un campo elettrico: si genera un dipolo elettrico che si comporta come oscillatore, e per intensità di campo crescenti perde la sua linearità come un sistema meccanico. L'anarmonicità gioca anche un ruolo importante nei reticoli cristallini, nelle vibrazioni quantistiche molecolari , e in acustica.

## Metodo di Weierstrass
Si consideri un potenziale unidimensionale {\displaystyle U(x)} supposto simmetrico rispetto all'asse {\displaystyle U}, la forma della curva può essere implicitamente determinata a partire dal periodo {\displaystyle T(E)} delle oscillazioni con energia totale {\displaystyle E} secondo l'equazione:
{\displaystyle x(U)={\frac {1}{2\pi {\sqrt {2m}}}}\int _{0}^{U}{\frac {T(E)\,dE}{\sqrt {U-E}}}}